# A berkélium izotópjai
A berkéliumnak (Bk) nincs stabil izotópja, így standard atomtömege nem adható meg.

## Táblázat
| Az izotóp jele | Z(p)                | N(n)                | Az izotóp tömege (u) | felezési idő    | magspin | jellemző izotóp- összetétel (móltört) | természetes ingadozás (móltört) |
| Az izotóp jele | gerjesztési energia | gerjesztési energia | gerjesztési energia  | felezési idő    | magspin | jellemző izotóp- összetétel (móltört) | természetes ingadozás (móltört) |
| -------------- | ------------------- | ------------------- | -------------------- | --------------- | ------- | ------------------------------------- | ------------------------------- |
| 235Bk          | 97                  | 138                 | 235,05658(43)#       | 20# s           |         |                                       |                                 |
| 236Bk          | 97                  | 139                 | 236,05733(43)#       | 1# perc         |         |                                       |                                 |
| 237Bk          | 97                  | 140                 | 237,05700(24)#       | 1# perc         | 7/2+#   |                                       |                                 |
| 238Bk          | 97                  | 141                 | 238,05828(31)#       | 2,40(8) perc    |         |                                       |                                 |
| 239Bk          | 97                  | 142                 | 239,05828(25)#       | 3# perc         | 7/2+#   |                                       |                                 |
| 240Bk          | 97                  | 143                 | 240,05976(16)#       | 4,8(8) perc     |         |                                       |                                 |
| 241Bk          | 97                  | 144                 | 241,06023(22)#       | 4,6(4) perc     | (7/2+)  |                                       |                                 |
| 242Bk          | 97                  | 145                 | 242,06198(22)#       | 7,0(13) perc    | 2−#     |                                       |                                 |
| 242mBk         | 200(200)# keV       | 200(200)# keV       | 200(200)# keV        | 600(100) ns     |         |                                       |                                 |
| 243Bk          | 97                  | 146                 | 243,063008(5)        | 4,5(2) óra      | (3/2−)  |                                       |                                 |
| 244Bk          | 97                  | 147                 | 244,065181(16)       | 4,35(15) óra    | (4−)#   |                                       |                                 |
| 245Bk          | 97                  | 148                 | 245,0663616(25)      | 4,94(3) nap     | 3/2−    |                                       |                                 |
| 246Bk          | 97                  | 149                 | 246,06867(6)         | 1,80(2) nap     | 2(−)    |                                       |                                 |
| 247Bk          | 97                  | 150                 | 247,070307(6)        | 1,38(25)·103 év | (3/2−)  |                                       |                                 |
| 248Bk          | 97                  | 151                 | 248,07309(8)#        | >9 év           | 6+#     |                                       |                                 |
| 248mBk         | 30(70)# keV         | 30(70)# keV         | 30(70)# keV          | 23,7(2) óra     | 1(−)    |                                       |                                 |
| 249Bk          | 97                  | 152                 | 249,0749867(28)      | 330(4) nap      | 7/2+    |                                       |                                 |
| 249mBk         | 8,80(10) keV        | 8,80(10) keV        | 8,80(10) keV         | 300 µs          | (3/2−)  |                                       |                                 |
| 250Bk          | 97                  | 153                 | 250,078317(4)        | 3,212(5) óra    | 2−      |                                       |                                 |
| 250m1Bk        | 35,59(5) keV        | 35,59(5) keV        | 35,59(5) keV         | 29(1) µs        | (4+)    |                                       |                                 |
| 250m2Bk        | 84,1(21) keV        | 84,1(21) keV        | 84,1(21) keV         | 213(8) µs       | (7+)    |                                       |                                 |
| 251Bk          | 97                  | 154                 | 251,080760(12)       | 55,6(11) perc   | (3/2−)# |                                       |                                 |
| 251mBk         | 35,5(13) keV        | 35,5(13) keV        | 35,5(13) keV         | 58(4) µs        | (7/2+)# |                                       |                                 |
| 252Bk          | 97                  | 155                 | 252,08431(22)#       | 1,8(5) perc     |         |                                       |                                 |
| 253Bk          | 97                  | 156                 | 253,08688(39)#       | 10# perc        |         |                                       |                                 |
| 254Bk          | 97                  | 157                 | 254,09060(32)#       | 1# perc         |         |                                       |                                 |

## Fordítás
Ez a szócikk részben vagy egészben az Isotopes of berkelium című angol Wikipédia-szócikk ezen változatának fordításán alapul.  Az eredeti cikk szerkesztőit annak laptörténete sorolja fel. Ez a jelzés csupán a megfogalmazás eredetét és a szerzői jogokat jelzi, nem szolgál a cikkben szereplő információk forrásmegjelöléseként.